# Александрівський (Кулазьке сільське поселення)
Александрівський (рос. Александровский) - селище у Суразькому районі Брянської області Російської Федерації. Належить до українського історичного та етнічного краю Стародубщини.
Орган місцевого самоврядування - Кулазьке сільське поселення. Населення становить 10 осіб (2013).

## Назва
Минулі та альтернативні назви - Александрівськ, Ландиків (застаріле; рос. Александровск, Ландиков).

## Географія
Селище розташоване на відстані 12 км від районного центру Суража, 126 км від обласного центру міста Брянська та 461 км від столиці Росії - Москви.

## Історія
Вперше згадується з середини XIX століття як хутір.
Напередодні Українських національно-визвольних змагань, згідно з адміністративним поділом 1916 року - хутір Чернігівської губернії, Суразького повіту, Лялицької волості.
У 1918 році, згідно з Берестейським миром, належало до Української Народної Республіки та Української Держави Скоропадського.
У 1919 році селище було приєднане до Гомельської губернії, підпорядкове Суразькому повіту.
Згідно із Списком населених місць Брянської губернії за 1928 рік, Александрівськ - хутір Брянської губернії, належав до Клінцовського повіту Суразької волості Глухівської сільради. Число господарств було 21; переважна народність - росіяни, населення за даними переписом 1926 року - чоловічої статі 61, жіночої статі 60, всього - 121 осіб.
У 1929-1937 року належало до Західної області РСФСР. Адміністративно підпорядковувалося Клинцівській окрузі, Суразькому району, Глухівській сільраді.
У 1937-1944 роках належало до Орловської області, відтак відійшло до новоутвореної Брянської області.
Село зазнало колективізації. У середині ХХ століття було утворено колгосп "Червоний світанок" ("Красная заря").

## Населення
У 1926 році в селі мешкало 120 осіб.